# Alfred Laisnel de La Salle
Pour les articles homonymes, voir La Salle.
Alfred Laisnel de La Salle (1801-1870), de son vrai nom Germain Laisnel de La Salle, est un ethnographe et folkloriste français.

## Biographie
Laisnel de La Salle est né au manoir de Cosnay, dans la commune de Lacs (Indre), le 1er germinal de l'an IX (22 mars 1801). Il appartient à une famille notable du Berry : son père et son grand-père paternel ont été gendarmes de la Garde du roi.
Il a particulièrement étudié les mœurs paysannes et le folklore français. Il a publié de nombreux travaux sur le Berry.
Il est l'auteur de Croyances et légendes du Centre de la France, paru à la fin du XIXe siècle chez l'éditeur Maisonneuve.
Ami de George Sand au temps de leur jeunesse, il partagea cette passion avec elle. George Sand le décrit ainsi : « Mon regretté voisin et ami, Laisnel de La Salle, était du temps que nous étions jeunes, un grand blond à figure douce, parlant peu, ne riant jamais tout haut, ayant toujours l'air de prendre en patience nos jeux bruyants, mais, par le fait, s'amusant de tout plus que personne et sachant entretenir notre gaieté par un sourire sympathique accompagné de temps en temps d'un mot comique… ».
Vers le temps de son mariage avec Euphrasie Rousseau (1828), soucieux d'une vie tranquille propice à ses études, il s'éloigna du cercle de George Sand tout en demeurant non loin de Nohant.
Il est mort à Neuilly-sur-Seine le 11 août 1870.

## Hommages
Une place de La Châtre porte son nom, ainsi qu'une rue à Lacs et une allée à Châteauroux.